# Kiệu bay
Kiệu bay (hay còn gọi là kiệu xoay) là một hiện tượng xảy ra khi kiệu rước trong lễ hội (một phương tiện để di chuyển tượng thần hoặc thần vị từ nơi thờ tự về nơi mở hội) bị xoay chuyển khi đang rước, có thể do vô thức hoặc có ý thức. Hiện tượng này dù được xem là một phần văn hóa tâm linh trong tín ngưỡng dân gian Việt Nam và thường diễn ra tại các lễ hội làng đầu xuân, nhưng không ít ý kiến giải thích theo chủ nghĩa duy vật rằng đó chỉ là sự ngộ nhận chủ quan hoặc là một hình thức biểu diễn có thể thực hiện được dưới tác động vật lý.

## Hiện tượng
Rước kiệu là một hình thức văn hóa dân gian ở Việt Nam. Trong đó, các làng xã (phần lớn ở miền Bắc Việt Nam và Bắc Trung Bộ) thường tổ chức rước kiệu trong hội làng vào dịp Tết, nhằm tôn vinh công trạng của Thành hoàng làng. Theo nghi thức truyền thống, khi kiệu của từng làng tiến vào sân sẽ được các nam thanh niên trẻ trong làng "xô, đẩy, xoay, chạy" vài vòng quanh sân trước khi dừng lại cúi chào ở chính điện. Với những kiệu có đối tượng thờ tự là phụ nữ, những thiếu nữ chưa kết hôn sẽ là người rước.
Hiện tượng kiệu bay xảy ra khi kiệu tự di chuyển, rồi xoay vòng khiến cho người khiêng không kiểm soát được. Người địa phương cho rằng do thần hoặc thánh nhập vào người rước kiệu. Cũng có người tin rằng, có một "nguồn năng lượng huyền bí" nào đó đã giúp những chiếc kiệu này bay. Tuy nhiên cũng có nơi, kiệu bay là do những người khiêng kiệu hợp sức để tung lên có chủ đích. Quan niệm của lễ hội cho rằng làng nào xoay kiệu càng mạnh thì làng đó càng gặp nhiều may mắn trong năm mới. Theo một tờ báo có trụ sở tại Hà Nội, đội rước kiệu di chuyển theo những bước đi mà vị Thánh dẫn. Những người lớn tuổi trong làng gọi đó là "Thánh giáng trên cỗ Long Đình" hay "kiệu bay" và giải thích: "Khi có Thánh ngồi ở trên thì kiệu sẽ nặng còn khi Thánh bay kiệu nhẹ và quay, có thể chạy đi bất cứ đâu". Một nguồn tin cũng cho rằng khi kiệu bay là lúc các đối tượng thờ tự trong kiệu "vui đến cực điểm thăng hoa", qua đó cho thấy "các Thánh chào nhau thể hiện niềm vui hội ngộ".
Người dân sống ở địa phương cho rằng hiện tượng kiệu quay đã có từ lâu. Khi rước kiệu về đình làng, kiệu có dấu hiệu "như đi nhanh hơn". Khi đi về phía miếu, kiệu cứ "đứng yên và quay lại như không muốn đi". Những chiếc kiệu có độ nặng từ 250 đến 300 kg, được trang trí sơn son thếp vàng và chạm trổ kỹ lưỡng, đôi khi sẽ gây áp lực lên người khiêng khiến người khiêng bị mệt. Những người rước kiệu sẽ đổi vai cho nhau trong suốt quá trình kiệu bay. Một số nơi, kiệu được xoay dưới ao hồ hoặc được mang ra biển với một số khu vực giáp biển.

## Giải thích
Theo Phó giáo sư, tiến sĩ Lê Quý Đức, nguyên Phó Viện trưởng Viện Văn hóa và Phát triển, hiện tượng kiệu bay là một dạng vô thức tập thể của những người tham gia rước kiệu. Theo một ý kiến từ Trung tâm nghiên cứu tiềm năng của con người giải thích, trong lễ hội, những người khênh kiệu có tấm lòng kính trọng đối với vị thần, nên tâm trạng họ rơi vào trạng thái vô thức mà những người lên đồng thường hay gặp phải. Ý kiến này giải thích thêm lúc đó tiềm năng của con người được phát huy và họ có sức mạnh mà "người bình thường không thể có được", nhưng vẫn không loại trừ những người khênh kiệu đã bị điều khiển bằng thế lực siêu nhiên. Người đưa ra lời giải thích kết luận quan niệm kiệu bay có thể chỉ là sự ngộ nhận, nhận định chủ quan riêng của một số người.
Một nữ tiến sĩ từ Viện Nghiên cứu con người thuộc Viện Hàn lâm Khoa học xã hội Việt Nam cho biết, hiện tượng kiệu bay có thể do yếu tố không cân xứng về trọng lực của những người khi khiêng kiệu. Bà còn cho rằng lễ hội thường diễn ra ở nông thôn nên địa bàn không bằng phẳng, người xem kiệu đông dẫn đến xô đẩy, còn người khiêng không đảm bảo được sức nặng và giữ thăng bằng nên sinh ra hiện tượng cảm tưởng kiệu bay được mô phỏng từ đó.
Dưới góc nhìn vật lý, một giáo sư từ Đại học Bách khoa Hà Nội cho rằng hiện tượng kiệu quay có thể được thực hiện nhờ định luật bảo toàn Mô men động lượng, theo đó đó 8 người khênh đều thống nhất với nhau. Nhờ sự cân bằng của chiếc gậy nên họ có thể biểu diễn nhiều động tác trên không trung trong nhiều tiếng đồng hồ mà không rơi.

## Ảnh hưởng
Theo một ý kiến từ một trưởng khoa của Trường Đại học Văn hóa Hà Nội, kiệu bay được xem là "hiện tượng văn hóa đã ăn sâu trong đời sống nhân dân". Hiện tượng này cũng chịu ảnh hưởng của chủ quan và khách quan và là cơ sở để thu hút sự quan tâm của mọi người đến lễ hội. Khi hiện tượng xảy ra, chúng thể hiện niềm tin của người dân đối với đối tượng thần thánh mà người dân thờ cúng. Ý kiến này cũng cho rằng kiệu quay là hiện tượng có nét riêng biệt, tạo thành bản sắc riêng biệt của các địa phương. Theo báo Pháp luật Việt Nam, nghi lễ rước kiệu bay "mang đậm sự tín ngưỡng tâm linh, độc đáo để lại ấn tượng sâu sắc trong lòng nhân dân và du khách". Lễ rước kiệu bay đa phần đều nhận được sự ủng hộ và đón nhận với số lượng lớn người dân tham dự.

## Tranh cãi
Hiện tượng kiệu quay hay kiệu bay cho tới thời hiện đại vẫn gây tranh cãi nhiều trong cộng đồng. Có ý kiến lo ngại hiện tượng này có biến thể gây ra việc va chạm làm hư hỏng tài sản của nhân dân. Tại sự việc đoàn rước kiệu bốn nam thanh niên đã đâm vỡ kính xe của một giáo viên tại Hà Nội năm 2015 khiến dư luận tranh cãi lớn về quy cách thực hành nghi lễ rước kiệu, có người cho rằng đó là tâm linh và không cấm được. Ở chiều hướng ngược lại, đây bị xem là hành động "nhân danh tâm linh" để phá hoại tài sản của người khác.